# Висока (Сабинов)
Висока (слч. Vysoká) насељено је мјесто са административним статусом сеоске општине (слч. obec) у округу Сабинов, у Прешовском крају, Словачка Република.

## Становништво
| Година:    | 1994. | 2004.    | 2014.    | 2024.    |
| ---------- | ----- | -------- | -------- | -------- |
| Број људи: | 177   | 150      | 134      | 115      |
| Разлика:   |       | -15,25 % | -10,66 % | -14,17 % |

| Година:    | 2023. | 2024.   |
| ---------- | ----- | ------- |
| Број људи: | 117   | 115     |
| Разлика:   |       | -1,70 % |

Према подацима о броју становника из 2011. године насеље је имало 135 становника.